# Vuforia扩增实境软件开发工具包
Vuforia扩增实境软件开发工具包（英語：Vuforia Augmented Reality SDK），是高通推出的针对移动设备扩增实境应用的软件开发工具包。它利用计算机视觉技术实时识别和捕捉平面图像或简单的三维物体（例如盒子），然后允许开发者通过照相机取景器放置虚拟物体并调整物体在镜头前实体背景上的位置。